# Imparare ad amarsi
Imparare ad amarsi è un brano musicale di Ornella Vanoni, Bungaro e Pacifico, pubblicato il 7 febbraio 2018.
I tre artisti hanno presentato la canzone in gara al Festival di Sanremo 2018, dove si è classificata al quinto posto.
La canzone era stata presentata inizialmente soltanto da Bungaro; Claudio Baglioni ha voluto poi coinvolgere Ornella Vanoni ed ai due si è poi aggiunto Pacifico che ha apportato anche modifiche al testo.
Gli autori del brano sono Bungaro, Pacifico, Antonio Fresa e Cesare Chiodo.

## Tracce
Testi e musiche di Bungaro, Pacifico, Antonio Fresa e Cesare Chiodo.
1. Imparare ad amarsi – 3:28

## Classifiche
| Classifica (2018) | Posizione massima |
| ----------------- | ----------------- |
| Italia            | 27                |